# Neopomphale
Neopomphale is een geslacht van vliesvleugeligen uit de familie Eulophidae. De wetenschappelijke naam van dit geslacht is voor het eerst geldig gepubliceerd in 1994 door LaSalle & Schauff.

## Soorten
Het geslacht Neopomphale omvat de volgende soorten:
- Neopomphale aleurothrixi (Dozier, 1932)
- Neopomphale australis (Brèthes, 1916)
- Neopomphale azofeifai Hansson & LaSalle, 2003
- Neopomphale cerrobius Hansson & LaSalle, 2003
- Neopomphale depilis Hansson & LaSalle, 2003
- Neopomphale dichrous Hansson & LaSalle, 2003
- Neopomphale erecta Hansson & LaSalle, 2003
- Neopomphale graciliclava Hansson & LaSalle, 2003
- Neopomphale longicornis Hansson & LaSalle, 2003
- Neopomphale longipilis Hansson & LaSalle, 2003
- Neopomphale nonaequa Hansson & LaSalle, 2003
- Neopomphale noyesi Hansson & LaSalle, 2003
- Neopomphale pinguicornis Hansson & LaSalle, 2003
- Neopomphale prymna Hansson & LaSalle, 2003
- Neopomphale quercicola (Dozier, 1933)
- Neopomphale rubescens Hansson & LaSalle, 2003
- Neopomphale rubii Hansson & LaSalle, 2003
- Neopomphale silvestris Hansson & LaSalle, 2003
- Neopomphale transversa Hansson & LaSalle, 2003
- Neopomphale umbonata Hansson & LaSalle, 2003
- Neopomphale xenipennis Hansson & LaSalle, 2003